# Пірацетам
Пірацета́м (лат. Pyracetamum, англ. Piracetam) — ноотропний лікарський засіб, є похідним гамма-аміномасляної кислоти (ГАМК) і належить до класу рацетамів. Білий або майже білий кристалічний порошок, легко розчинний у воді, розчинний у спирті.рН водних розчинів 5,0—7,0.

## Фармакологічні властивості
Пірацетам є основним представником групи ноотропних препаратів. Синтезовано цілий ряд його безпосередніх аналогів і гомологів, але пірацетам надалі залишається основним представником цієї групи.
Пірацетам добре всмоктується при прийомі всередину. При введенні в організм проникає в різні органи і тканини, у тому числі в тканини мозку. Практично не метаболізується. Виводиться нирками. Пірацетам виявляє позитивний вплив на обмінні процеси і кровообіг мозку. Стимулює окислювально-відновні процеси, посилює утилізацію глюкози, покращує регіонарний кровоток в ішемізованих ділянках мозку. За механізмом дії пірацетам є позитивним алостеричним модулятором АМРА-рецептора.
Препарат збільшує енергетичний потенціал організму за рахунок прискорення обігу АТФ, підвищення активності аденілатциклази і інгібування нуклеотидфосфатази. Поліпшення енергетичних процесів під впливом пірацетаму призводить до підвищення стійкості тканин мозку при гіпоксії і токсичних впливах. Препарат малотоксичний.

## Показання
- симптоматичне лікування патологічних станів, що супроводжуються погіршенням пам’яті та когнітивними розладами (за винятком діагностованої деменції)
- комплексна терапія та монотерапія кортикальної міоклонії[1]

## Синоніми
Ноотропіл, Луцетам, Avigilen, Axonyl, Cerebroforte, Cerepar N, Ciclofalina, Cuxabrain, Dinagen, Euvifor, Encetrop, Gabacet, Genogris, Geram, Memo Puren, Memo-Puren, Neuracetam, Nootrop, Nootron, Nootropil, Nootropyl, Normabrain, Norzetam, Piracebral, Piracetam, Piracetam AbZ, Piracetam RPh, Piracetam-RPh, Piracetrop, Pirazetam, Pyracetam, Pyramem, Piramem, Pirroxil, Prima, Prima (pharmaceutical), Myocalm, Sinapsan